# Buffard
Buffard é uma comuna francesa na região administrativa de Borgonha-Franco-Condado, no departamento de Doubs. Estende-se por uma área de 8,1 km². Em 2010 a comuna tinha 183 habitantes (densidade: 22,6 hab./km²).